# Vincent Dheygre
Vincent Dheygre est un écrivain et metteur en scène français né le 23 mars 1968 à Enghien-les-Bains.

## Biographie
Formé aux cours Florent , il crée une compagnie de théâtre à son nom qu'il dirige jusqu'en 2009. Il publie sa première pièce en 2002, dirige deux spectacles au Parc Astérix en 2004, administre le Théâtre 95 -scène conventionnée aux écritures contemporaines- de 2009 à 2011 et l'école Théâtre Le Samovar en 2015-2016. Il crée le théâtre de l'Otium qu'il dirige depuis 2013.
Sa pièce, Le roi est mort, a été jouée de nombreuses fois en France et à l'étranger. Il écrit aussi pour la radio (France Inter), et pour le cinéma. Il est sociétaire de la SACD, président des Écrivains associés du théâtre depuis juin 2019 et vice-président du Conseil permanent des écrivains. 

## Écrits
Publications littéraires
- Mademoiselle de Bréville, officier du Roi (Série littéraire), Doors 2021, Vivlio Studio 2023, France Loisirs 2024
- Amphitryon 2100 (Théâtre), dans Robots, clones, et Cie, Éditions Colorgang, 2017
- Out of Memory[7] (Théâtre), éditions L'Harmattan, 2016
- Anthropophages[8] (Théâtre), Éditions Les Mandarines, 2013
- Toutes Taxes Comprises[8] (Théâtre), Éditions Les Mandarines, 2013
- Suprêmes de dronte sauce Béatrix (Nouvelle), Le billet des auteurs de théâtre, 2010
- Thalie et ses fans [9](Théâtre), Editions Les Mandarines, 2010
- Les vacances du Professeur Feriendorf[9] (Théâtre), Éditions Les Mandarines, 2010
- A rebours[10] (Nouvelle), Editinter, 2003
- Le Roi est mort[3] (Théâtre), Éditions de la Traverse, 2002

Fictions radiophoniques
- Les petits revenants,  Affaires sensibles, France Inter, 11/09/2019
- Le lycée, Affaires sensibles, France Inter, 7/12/2018
- L'incident Almaz, Affaires sensibles, France Inter, 24/11/2017
- Albert Camus, le discours de Stockholm, Affaires sensibles, France Inter, 27/01/2017
- George Orwell, l'auteur de 1984, Affaires sensibles, France Inter, 19/02/2016

Autres publications
- Théâtre et négociation, Magazine Maitriser, ESF Editeur, 1999
- Théâtre et GN, FédéGN, 1997

## Théâtre
Metteur en scène
- Out of Memory, Théâtre de l’Épopée, 2017.
- Les vacances du Professeur Feriendorf, Soisy-sous-Montmorency, 2005.
- Le Roi est mort, Festival de Marly le Roi, prix spécial de la mise en scène, 2001.
- Stabat Mater Furiosa[11], de Jean-Pierre Simeon, Soisy sous Montmorency, 2001.
- L'empire de la lune, d'après l'histoire comique des états et empire de la lune, de Cyrano de Bergerac, Festival Théâtral du Val d'Oise, 1997.
- Recyclage, Théâtre Cyrano, Sannois, 1996.